# 山本繪美
山本絵美（1982年3月9日—），日本足球運動員，日本國家女子足球隊成員。

## 日本國家足球隊
在2003年1月12日，她代表日本國家女子足球隊出賽，在對戰美國的比賽中首次亮相。从2003年到2004年，他共为國家足球隊出场22次，打进4球。她也曾代表日本參加2003年國際足協女子世界盃，2004年夏季奥林匹克运动会足球比赛。

## 成績
| 日本國家女子足球隊 | 日本國家女子足球隊 | 日本國家女子足球隊 |
| 年                 | 出場               | 入球               |
| ------------------ | ------------------ | ------------------ |
| 2003               | 14                 | 1                  |
| 2004               | 8                  | 3                  |
| 總和               | 22                 | 4                  |